# Beechy
Beechy es un pueblo canadiense situado en la provincia de Saskatchewan.

## Superficie
Beechy tiene una superficie de 1,09 km².

## Demografía
En 2021, tenía 209 habitantes, una densidad poblacional de 192,1 hab./km², y 112 viviendas.